# Talève de La Réunion
« Oiseau bleu » redirige ici. Pour les autres significations, voir Oiseau bleu (homonymie).
Porphyrio coerulescens
Espèce
Statut de conservation UICN

 EX  : Éteint
 vers 1730 
La talève de la Réunion (Porphyrio coerulescens) est une espèce disparue d'oiseaux de la famille des rallidés, endémique des Hauts de La Réunion.
Elle a été décrite sous le nom d'oiseau bleu par six voyageurs de la première heure[Quand ?]. Ceux-ci l'ont surtout observée dans des zones forestières en montagne, à la Plaine des Cafres essentiellement.
On suppose qu'elle était capable de voler mais néanmoins facile à chasser. Son extinction remonterait aux environs de 1730 et serait justement due aux prélèvements humains.
La taxonomie de Livezey considère ce taxon comme faisant partie de la même espèce que la talève sultane (Porphyrio porphyrio). Cette conclusion est contestée par Cheke, qui estime que l'habitat décrit par la plupart des premiers observateurs ne correspond pas à celui de ce dernier oiseau.[réf. nécessaire]

## Taxinomie
Cette espèce n'est reconnue par aucune autorité taxinomique.

## Informations complémentaires
- Endémisme à la Réunion
- Liste des espèces d'oiseaux de la Réunion
- Liste des espèces d'oiseaux disparues